# Gerard Kuiper
Gerard Peter Kuiper [ˈdʒɛɾəld ˈpiːtɚ ˈkœypər] (nombre original en neerlandés: Gerrit Pieter Kuiper [/ˈχɛrit ˈpitər ˈkœypər]; Harenkarspel, 7 de diciembre de 1905-Ciudad de México, 24 de diciembre de 1973) fue un astrónomo neerlandés nacionalizado estadounidense. Fue un educador activo y como astrónomo sugirió la existencia del denominado cinturón de Kuiper y el descubrimiento de las lunas Nereida (de Neptuno) y Miranda (de Urano).

## Biografía
Fue el mayor de los cuatro hijos del matrimonio formado por Gerrit Kuiper y Antje de Vries. Asistió primeramente a la escuela en su pequeña ciudad natal destacándose desde el principio por su constancia y buen rendimiento escolar. Debió trasladarse más tarde a Haarlem para poder continuar estudios, matriculándose inicialmente en una institución educacional que lo llevaría a titularse como maestro de escuela primaria. Para ser admitido en la Universidad de Leiden, sin embargo, tuvo que rendir un examen especial porque provenía de un tipo de escuela secundaria que normalmente no conducía a la Universidad. Aunque aprobó este examen con éxito y pudo inscribirse para el semestre académico que comenzó en septiembre de 1924, estuvo sometido al comienzo a cierta discriminación social por haber llegado a Leiden  (una Universidad muy elitista)  a través de esta vía tan poco elegante, además de no provenir, como la mayoría de los estudiantes de esa época, de una familia acomodada. Paralelamente tramitó su habilitación como profesor de matemáticas de escuela secundaria.
Sus lecturas de la obra filosófica y científica de Descartes, así como las observaciones astronómicas realizadas con un primer telescopio pequeño que recibió de regalo de su abuelo y su padre, habían motivado el interés temprano de Kuiper por la astronomía.
En 1927 obtuvo el bachillerato en ciencias en Leiden y en seguida continuó con sus estudios de postgrado, obteniendo en 1933 el grado de doctor (Ph.D.) con una tesis acerca de sistemas estelares binarios, bajo la tutoría de Ejnar Hertzsprung.
Kuiper llegó a los Estados Unidos en 1933 donde desarrolló una carrera fructífera en el campo de la astronomía del sistema solar siendo considerado como el padre de la ciencia planetaria moderna.

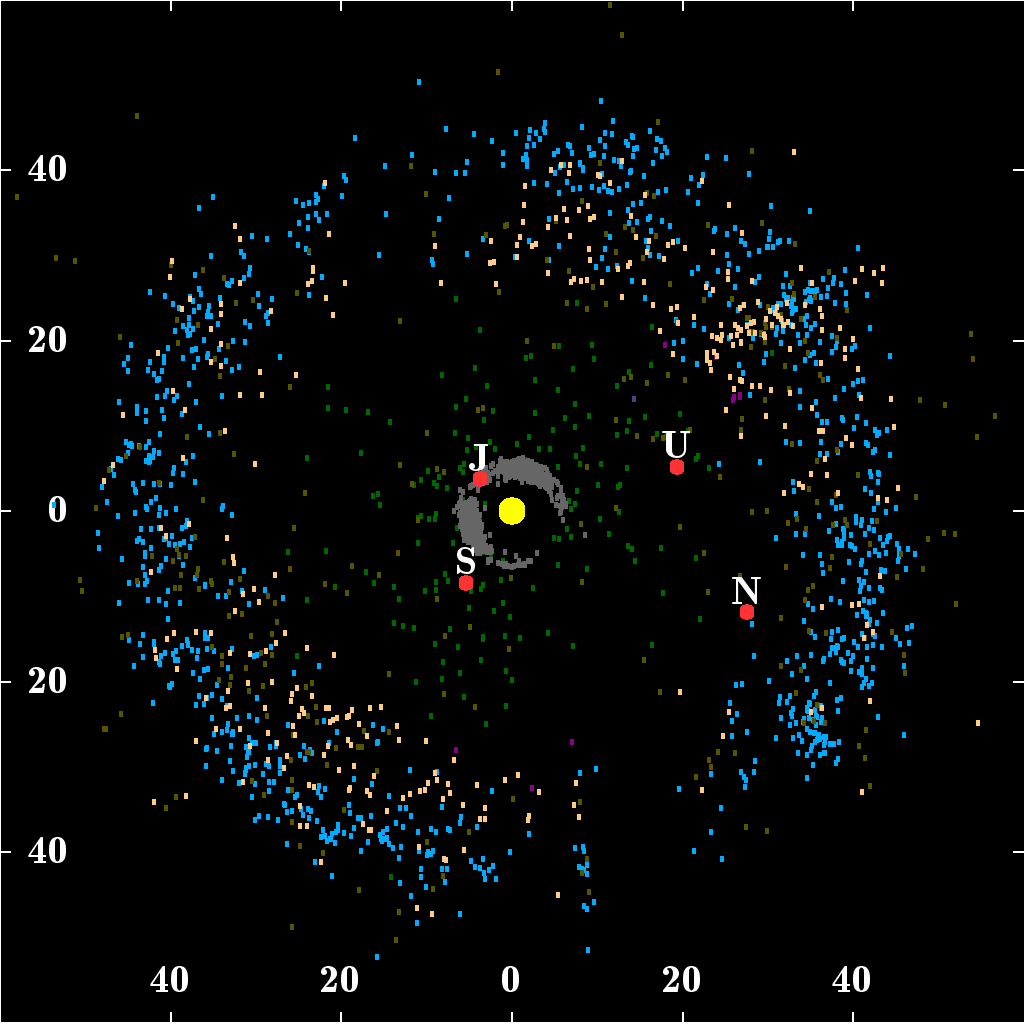
Representación del cinturón de Kuiper

## Obra y descubrimientos
Entre sus trabajos teóricos desarrolló numerosos aspectos de la teoría de formación del sistema solar, tales como la formación de planetesimales y el papel desempeñado por las colisiones en la historia primitiva del sistema solar, siendo el impulsor de la idea de que muchos cráteres terrestres provenían de impactos con cuerpos exteriores a la Tierra. En aquellos momentos se pensaba que todos ellos eran de origen volcánico. 
Kuiper lideró un importante programa de astronomía en el infrarrojo desde vuelos a gran altura (12 000 m). Entre sus muchos descubrimientos de carácter observacional cabe destacar los descubrimientos de Nereida, una de las lunas de Neptuno, y Miranda, una de las lunas de Urano. Además descubrió la atmósfera de Titán y demostró la existencia de dióxido de carbono en la atmósfera de Marte. También colaboró en el proyecto Apolo estudiando la superficie de la Luna e identificando posibles lugares de aterrizaje para la misión. Kuiper es especialmente famoso por haber sugerido la existencia de un cinturón de material cometario remanente de la formación del sistema solar, confirmado desde 1991 y conocido en la actualidad como cinturón de Kuiper.
En el ámbito académico fue asesor de los estudios doctorales de Carl Sagan.

## Eponimia
Llevan el nombre de Kuiper en su honor:
- El asteroide (1776) Kuiper
- El cráter lunar
- El cráter marciano
- El cráter mercuriano
- El cinturón de Kuiper